# Dźi
Dźi (dewanagari जी, ang. ji) – rzeczownik z języka hindi o znaczeniach duch, serce, używany współcześnie w roli partykuły honoryfikatywnej o znaczeniu pan, pani.

## Składnia
Występuje na początku wypowiedzi lub po imieniu postaci honorowanej jego użyciem. Jest powszechnie stosowany również wobec osób pełniących funkcje religijne oraz hinduistycznych przewodników duchowych i dodawany, jako końcowa część, do ich tytułów religijnych. Przybiera wówczas znaczenia Szanowny, Czcigodny.

## Przykłady użycia

### Małżonkowie
Formy dźi używają małżonkowie wobec siebie w tradycyjnych małźeństwach bramińskich.

### Wobec dzieła literackiego
- Śri Guru Granth Sahib Dźi – księga jako guru w religii sikhijskiej[2]

### Hinduistyczne tytuły
- Babadźi
- Gurudźi (tamilski குருஜீ, dewanagari गुरुजी)
- Swamidźi
- Muniradżi
- Matadźi[3]
- Dadidźi
- Śastridźi

### Induscy mężowie stanu
- Gandhidźi – wobec Mahatmy Gandhiego
- Śiwadźi – narodowy bohater Marathów
- Doctordźi – wobec Dr. Keshav Baliram Hedgewar (1925–1940), założyciela RSS

### Wobec kobiet
- Siddheśari Dewi Dźi – współczesna guru z Kanady

### Hinduistyczne imionaguru
- Rozdzielne lokowanie:

Advaitanand Ji = Shri Swami Advait Anand Ji Maharaj
Anandpuri Ji = Sri Swami Anandpuri ji Maharaj
Sant Ji = Ajaib Singh Ji Maharaj .., known to his disciples as Sant Ji
Swami Lakszman Dźi = Swami Lakshman Joo
- Łączne lokowanie:

Acharya Shree Koshalendraprasadji Maharaj
Ananta Das Babaji
Haidakhan Babaji
Malladihalli Sri Raghavendra Swamiji
Paramyogeshwar Sri Devpuriji
Shri Pawahari Balkrishn Yatiji
Shri Prabhuji
Shri Ramakrishna Kshirsagar Swamiji
Siddeshwara Swamiji
Sree Sree Shivakumara Swamiji
Sri Muralidhara Swamiji
Sushil Kumarji
Viswamji = Sri Viswayogi Viswamji
Acharya Shree Rakeshprasadji Maharaj
Aghoreshwar Bhagwan Ramji
Śri Śri Śri 1008 Mahamandaleśwar Swami Alakhgiridźi Maharadź

## Hinduistyczne tytuły o zbliżonym znaczeniu
- Śri (tytuł)
- Nath (tytuł)
- Bapu (tytuł)
- Babu (tytuł)